# Star Wars : Les Héros de la galaxie
Star Wars : Les Héros de la galaxie (Star Wars: Galaxy of Heroes) est un jeu vidéo mobile de type RPG se déroulant dans l’univers de science-fiction de Star Wars, développé par EA Capital Games et édité par Electronic Arts. Il est annoncé durant l'E3 2015 à la conférence d'Electronic Arts. Il est sorti en octobre 2015 sur iOS et Android.

## Système de jeu
Star Wars : Les Héros de la galaxie est un jeu mobile permettant aux joueurs de collecter des éclats de personnages afin de déverrouiller les différents personnages historiques de la saga culte Star Wars. Créer des équipes et combattre les différents ennemis, des sœurs de la nuit sur Dathomir à des Sith sur l'étoile noire en passant par une escouade ewok sur Endor. Les éclats peuvent être gagnés dans les différentes batailles du côté lumineux ou du côté obscur en n'oubliant pas la Cantina mais il est aussi possible d'acheter les éclats dans les différentes boutiques du jeu. Chaque personnage peut être promu à un maximum de 7 étoiles et ne peut pas dépasser le niveau 85. Le niveau d'équipement maximum ne peut pas dépasser le niveau 13. Chaque joueur peut donner des droïdes d'entraînements moyennant un nombre de crédits suffisant pour faire passer son personnage ou son vaisseau au niveau supérieur. Rejoignez une guilde et combattez le redoutable Rancor ou bien le terrible AAT séparatiste envoyé par le diabolique Général Grievous. Les batailles sont divisées en plusieurs phases, le personnage possédant le plus de vitesse attaque en premier. Chaque équipe comprend jusqu'à 5 personnages holographiques différents et doit se battre jusqu'à la victoire... ou la défaite.

## Développement
Le titre est annoncé durant l'E3 2015 à la conférence d'Electronic Arts. Lors d'une interview pour IGN, EA déclare avoir collaboré avec les équipes Lucasfilm Story durant le développement de ce jeu.

## Raids
Il existe 5 types de raids, l'un permet aux joueurs de combattre le rancor le second leur permet d'affronter le terrible AAT séparatiste ainsi que le Général Grievous le troisième leur permet d'affronter l'effroyable Triumvirat Sith le quatrième les confronte au rancor déchaîné et le dernier d'entre eux leur permet de se mesurer à l'effroyable dragon krayt.

### RANCOR
Le rancor a été intégré au jeu en avril 2016 et possède 7 différents niveaux de difficultés. Le dernier niveau de difficulté (héroïqu) doit être terminé dans les deux jours qui suivent le lancement. Les joueurs de la guilde peuvent envoyer jusqu'à 5 personnages par tentative de combat afin d'administrer un maximum de dégâts au rancor et le mettre au tapis. La bataille comporte quatre étapes différentes, une fois les quatre étapes achevées, les joueurs ayant participé obtiennent leurs récompenses de fin de raid. Pour les niveaux 1 à 6, les personnages se réactualisent et peuvent être à nouveau utilisés au bout de 24 heures même si le personnage a été éliminé par le rancor. Pour le niveau 7, appelé aussi « Le niveau héroïque », aucune actualisation ne se fera et si le personnage se fait éliminer, il ne pourra plus être utilisé pour le raid.
Ce raid donne aux joueurs des jetons de raids de type 1 et 2 au même titre que le krayt, le triumvirat sith ou le CAB permetant d'acquiérir notamment les éclats de Han Solo.

### AAT
Le AAT séparatiste possède 2 niveaux de difficultés contrairement au rancor (le dernier niveau de difficulté doit être terminé dans les deux jours qui suivent le lancement).
Il a été ajouté en avril 2017 et permet de collecter des éclats pour le General Kenobi 
Le but est le même que pour le rancor, les joueurs de la guilde peuvent envoyer jusqu'à 5 personnages par tentative de combat afin d'administrer un maximum de dégâts au AAT séparatiste du Général Grievous. La bataille comporte également 4 différentes étapes. Une fois les étapes achevées, les joueurs ayant participé obtiennent leurs récompenses de fin de raid. Pour le niveau 6, les personnages se réactualisent et peuvent être à nouveau utilisés au bout de 24 heures même si le personnage a été éliminé par le AAT. Pour le niveau 7, appelé aussi « Le niveau héroïque », aucune actualisation ne se fera et si le personnage se fait éliminer, il ne pourra plus être utilisé pour le raid.
Il permet aux joueurs de remporter des jetons de raids de types 1 et 2 au même titre que le Triumvirat sith, Le krayt et le Rancor.

### Triumvirat Sith
Le STR (Sith Triumvirat Raid, possède 2 niveaux de difficultés. Le deuxième niveau de difficulté (héroïque) doit être terminé dans les deux jours qui suivent le lancement. Le but est le même que pour les autres Raids, les joueurs de la guilde peuvent envoyer jusqu'à 5 personnages par tentative de combat (5max) afin d'administrer un maximum de dégâts aux différents ennemis du triumvirat . La bataille comporte également 4 différentes étapes. Une fois les étapes achevées, les joueurs ayant participé obtiennent leurs récompenses de fin de raid. Pour le niveau heroïque, les personnages se réactualisent et peuvent être à nouveau utilisés au bout de 24 heures même si le personnage a été éliminé par les Boss. Pour le niveau 2, appelé aussi « Le niveau héroïque », aucune actualisation ne se fera et si le personnage se fait éliminer, il ne pourra plus être utilisé pour le raid.
Dans ce dernier RAID, vous devrez affronter successivement Dark Nihilus, Dark Sion, et Dark Traya puis ces derniers réunis dans une 4e phase. Il permet aux joueurs de récupérer des jetons de raids de type 1 et 2 au même titre que le rancor, le krayt et le CAB.

## Rancor déchaîné
Le Rancor (Star Wars)heroic rancor
Ne possède qu'un seul niveau de difficulté permettant aux joueurs de récupérer une partie des matériaux nécessaires à l'augmentation du niveau de relique 8 de leurs personnages. Son système s'apparente à celui du premier rancor, sa difficulté étant simplement accrue et ses récompenses variant.

## Dragon Krayt
Le dragon Krayt est le dernier raid du jeu. Il possède un fonctionnement innovant. Depuis son ajout au début de 2023, il se voie restreindre les factions à un petit nombre (quelques-unes: Ancienne république, Cartel des hutt, Tuskens, Jawas...) chaque tentative possèdera une limite de score 300 000 (de manière à limiter les solos). Il existe plusieurs niveaux de difficulté adaptatifs au niveau du joueur lui permettant d'atteindre un score plus élevé.
Le dragon peut également être pris pour cible des charges d'explosifs posées par les personnages nons joueurs (tuskens) et par une baliste de ces mêmes personnages lorsqu´il gobe un personnage (permettant de le récupérer).Ce raid permet actuellement de récupérer des jetons de raids de types 1, 2 et 3, permettants d'acheter selon les besoins du joueur un très large pannel de ressources équipements et éclats.

## Poursuite en moto-jet sur Endor
Ce raid a été annoncé pour la sortie de la légende galactique Leia Organa en 2023.

## Mode de Jeu de Guildes

### Bataille de Territoire
La bataille de Territoire, en anglais "Territory Battle" souvent abrégé par les joueurs en "TB" est un mode de jeu en nécessitant les joueurs d'une même guilde, il existe trois Batailles de Territoire distinctes. Les Batailles de Territoires sont séparés en différentes Phases durant entre 24h et 32h, chaque mission effectuée, unité posée ou déployée confère à la guilde des points supplémentaires sous forme de différentes étoiles, puis, à la fin de la semaine, tous les joueurs de la guilde obtiennent des récompenses en fonction des étoiles effectuées.

#### Bataille de Territoire: Hoth
N'ayant aucune restriction de GP (terme utilisé par les joueurs, désigne la puissance d'un joueur ou d'une guilde, de l'anglais "Galactic Power", en français "Puissance Galactique", elle est surtout la bataille de territoire des petites guildes. 
La Bataille de Territoire : Hoth comporte des unités considérées comme "héros de hoth", ces dernières gagent un bonus lorsqu'elles sont en combat sur cette bataille de territoire. Hoth comporte 6 phases de 24H avec un maximum de 45 étoiles. La bataille de Territoire comporte des combats nécessitant certaines unités : 
|   | Phase de combat | Phase Lumineuse ou Obscur                             | Unité requise                                               | récompense                       |
| - | --------------- | ----------------------------------------------------- | ----------------------------------------------------------- | -------------------------------- |
| 1 | Lumineuse       | Phoenix                                               | 7 jetons d'évènements de guilde                             |                                  |
| 2 | Lumineuse       | Rogue One                                             | 8 jetons d'évènements de guilde                             |                                  |
| 3 | Lumineuse       | Soldat rebelle de Hoth                                | 2 éclats de l'officier rebelle Leia Organa                  |                                  |
| 4 | Lumineuse       | Officier rebelle Leia Organa                          | 20 jetons d'évènements de guilde                            |                                  |
| 5 | Lumineuse       | Commandant Luke Skywalker                             | 20 jetons d'évènements de guilde                            |                                  |
| 6 | Lumineuse       | Officier rebelle Leia Organa                          | 30 jetons d'évènements de guilde                            |                                  |
| 1 | Obscur          | Dark Vador et unité de l'empire                       | 8 jetons d'évènements de guilde                             |                                  |
| 2 | Obscur          | Chasseurs de primes                                   | 9 jetons d'évènements de guilde                             |                                  |
| 3 | Obscur          | Colonel Starck et Général Veers + soldats de l'Empire | 2 éclats de la Droïde Sonde Impérial                        |                                  |
|   |                 |                                                       |                                                             |                                  |
|   | 5               | Obscur                                                | Chasseurs de primes                                         | 25 jetons d'évènements de guilde |
|   | 6               | Obscur                                                | Droïde Sonde Impérial et Général Veers et unité de l'Empire | 30 jetons d'évènements de guilde |

## Réception
Ce jeu a reçu un accueil moyen des critiques sur Metacritic avec une note de 70/100 basée sur 8 critiques.